# General de Brigada
El de general de brigada és un rang superior dins les forces armades. És el rang més baix del generalat en molts països, normalment situat entre els rangs de coronel i general de divisió. Un general de brigada normalment comanda una brigada, formada per uns 3.000 homes (3 regiments). Té rang OTAN OF-6.
En alguns països rep el nom de Brigadier, i no és considerat com tot un general, encara que la seva funció és equivalent al de General de Brigada en els exèrcits dels països que usen aquest rang.
El rang pot retrocedir a la militaria europea on un general de brigada, o simplement un brigadier, comandaven una brigada al camp. El nom travessaria el món després de ser adoptat durant el segle xviii pels Estats Units, que l'havien pres del rang de l'Imperi Britànic. Un rang alternatiu de general de brigada seria usat per primera vegada pels exèrcits revolucionaris francesos.
Durant el primer quart del segle xx, els exèrcits britànics i dels països de la Commonwealth usaven el rang de General de Brigada com a nomenament temporal, o com a nomenament honorífic en cas de retir. En la dècada de 1920, aquesta pràctica s'abandona per l'ús de Brigadier, que no era considerat com a Oficial General.
Alguns països usen el títol de Major General com a equivalent del de General de Brigada; però aquests països llavors usen el rang de Coronel General per tenir quatre rangs de generals.
No obstant això, el General de Brigaba d'alguns països d'América Llatina, com el Brasil i Xile, com una grau que correspon al General Major, l'OTAN codi rang és OF-7.
L'equivalent naval normalment equival al de Comodor.

## Insígnia

### Exèrcit

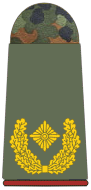
Colòmbia
Dinamarca Brigadegeneral
Estats Units: Brigadier general
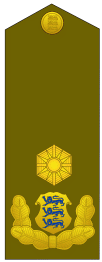
Estònia: Brigaadikindral
Grècia: Ταξίαρχος (Taxiarchos)
Hongria: Dandártábornok
Itàlia: Generale di brigata (Brigadiere generale)
Regne Unit: Brigadier general
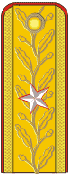
Romania: General de brigadă
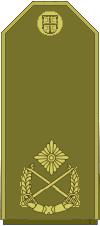
Sèrbia: Бригадни Генерал
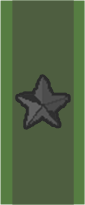
Suècia: Brigadgeneral
Unió Soviètica: генера́л-майо́р

### Força Aèria
A continuació es mostren diverses insígnies de general de brigada, si difereixen del de l'exèrcit. En els països de la Commonwealth, normalment s'anomena Comodor de l'Aire (a la Força Aèria Neerlandesa, s'anomena Commodore)

Dinamarca
Espanya
Estats Units
França: général de brigade aérienne
Grècia: Ταξίαρχος
Hongria: Dandártábornok
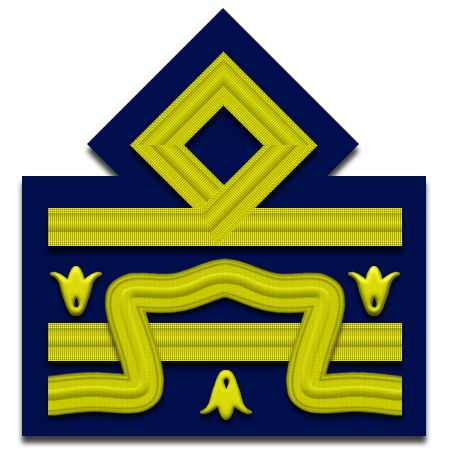
Itàlia: Generale di Brigata Aerea
Polònia
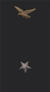
Portugal
Regne Unit:  Air Commodore
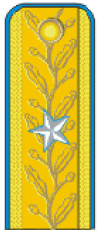
Romania: General de flotilă aeriană
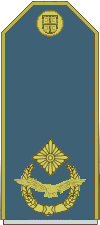
Sèrbia:Бригадни Генерал